# Hospital de Renkioi

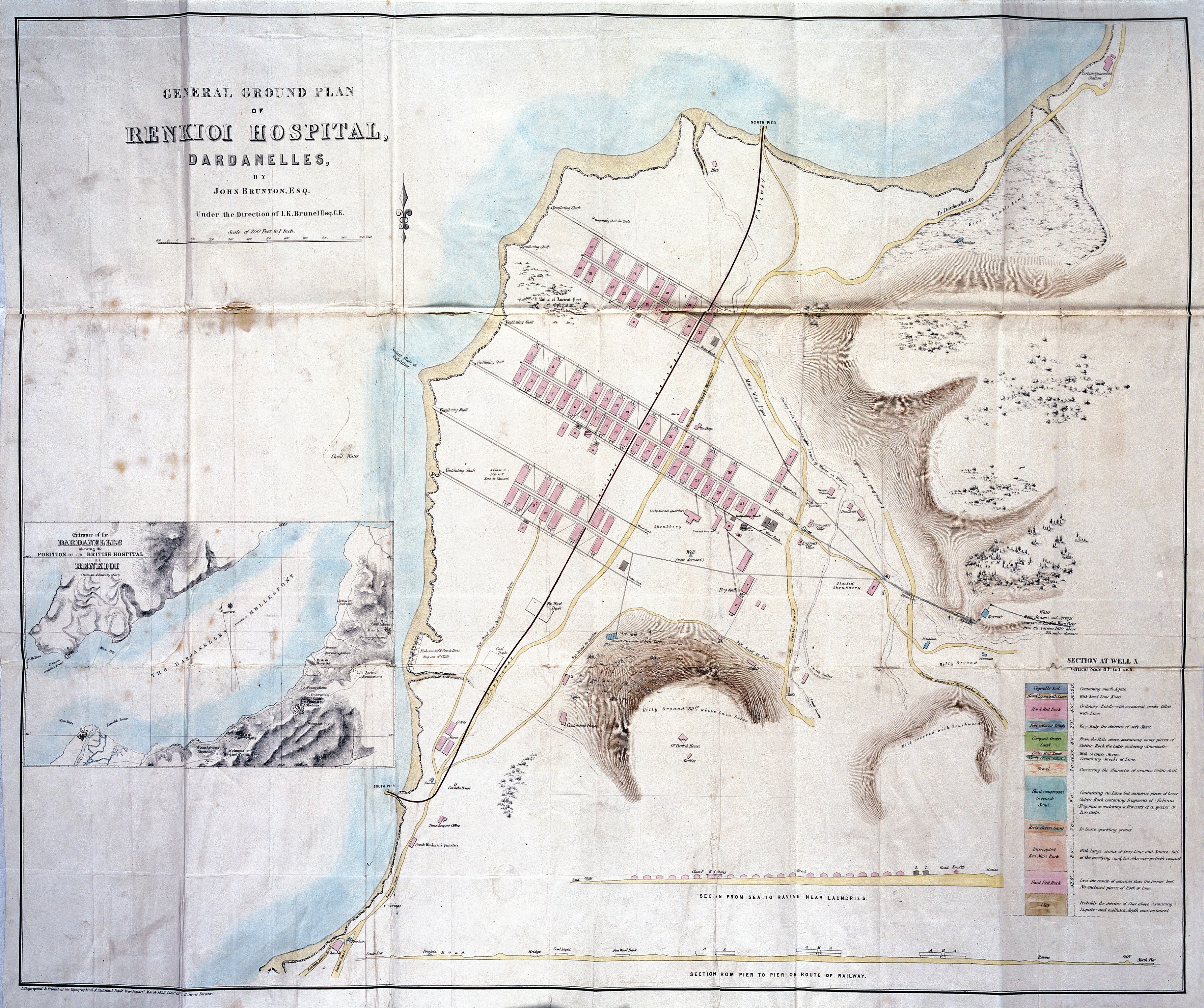
Plano general del hospital

El Hospital de Renkioi fue un edificio prefabricado pionero hecho de madera, diseñado por Isambard Kingdom Brunel como hospital militar del ejército británico para su uso durante la Guerra de Crimea.

## Antecedentes
Durante 1854, Gran Bretaña entró en la Guerra de Crimea, y el antiguo Cuartel de Selimiye turco en Scutari se convirtió en el Hospital del Ejército Británico. Los heridos atendidos en este lugar contraían con frecuencia enfermedades como el cólera, la disentería, la fiebre tifoidea y la malaria, debido a las malas condiciones sanitarias de su emplazamiento. Después de que la enfermera Florence Nightingale enviara un llamamiento al periódico The Times para que se solucionara este acuciante problema, el gobierno británico se alarmó por la revelación del terrible estado y de las estadísticas de mortalidad de los hospitales militares en la primera fase de la guerra.

## Diseño

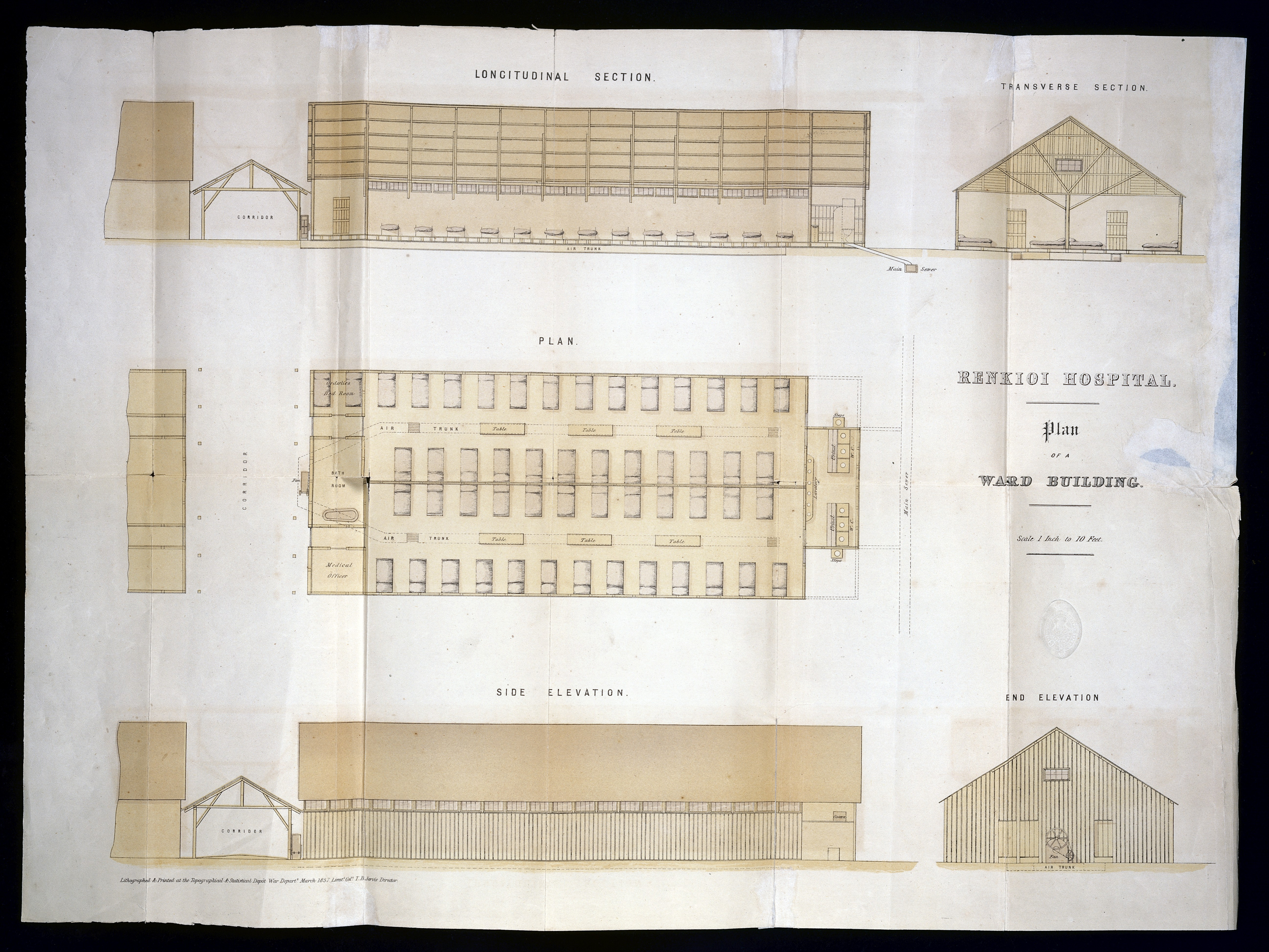
Plano de un edificio del establecimiento (Hospital de Renkioi)

En febrero de 1855, Isambard Kingdom Brunel fue invitado por el subsecretario permanente de la Oficina de Guerra, sir Benjamin Hawes (esposo de su hermana Sophia), a diseñar un hospital prefabricado para su uso en Crimea, que podría construirse en Gran Bretaña y enviarse rápidamente para ser instalado en un lugar aún por elegir.
Brunel diseñó inicialmente unidades de sala para albergar a 50 pacientes, de 90 pies (27,4 m) de largo por 40 pies (12,2 m) de ancho, agrupadas en dos alas del hospital. El diseño incorporó los requisitos de higiene propios de un hospital: instalaciones de saneamiento, ventilación, drenaje e incluso controles de temperatura rudimentarios. Estos módulos se integraron en un diseño hospitalario con capacidad para 1.000 pacientes, utilizando 60 salas prefabricadas. Brunel tardó seis días en completar el diseño.

## Fabricación
A partir de 1849, los comerciantes de madera con sede en los muelles de Gloucester, Price & Co., se involucraron en el suministro de madera al contratista local William Eassie, quien a su vez estaba proporcionando traviesas al Ferrocarril de Gloucester y Dean Forest. La empresa de Eassie se diversificó después del período del auge ferroviario en Gran Bretaña, fabricando ventanas y puertas, así como cabañas de madera prefabricadas para los buscadores de oro en Australia. En consecuencia, cuando el Gobierno quiso proporcionar alojamiento a los soldados desplazados a los Dardanelos, el presidente de Price & Co., Richard Potter, presentó una licitación para suministrar el diseño de Eassie como solución, y obtuvo un pedido de 500 unidades. Potter luego viajó a Francia y obtuvo un pedido del emperador para construir otras 1.850 cabañas, con un diseño ligeramente modificado.
Los soldados del ejército francés llegaron a los muelles de Gloucester en diciembre de 1854 para aprender a construir las cabañas. El suministro se retrasó por la necesidad de transferir los embalajes resultantes desde los trenes de vías de gran ancho del GWR, a los trenes de vías de ancho estándar del LSWR, y los últimos paquetes se enviaron desde los muelles de Southampton en enero de 1855.
Después de haber trabajado con Eassie en la creación de la rampa para el Great Eastern, Brunel recurrió a Price & Co. para producir el hospital con capacidad para 1.000 pacientes. La última de las unidades fue enviada desde Southampton menos de cinco meses después en uno de los 16 barcos fletados al efecto.

## Construcción
En enero de 1855, el gobierno había seleccionado al Dr. Edmund Alexander Parkes para que viajara a Turquía con el fin de seleccionar un lugar adecuado para ubicar el hospital, organizar las instalaciones y supervisar toda la operación. Parkes había elegido Erenköy, en la orilla asiática de los Dardanelos, cerca de la legendaria ciudad de Troya. El lugar estaba situado a 500 millas (804,7 km) de Crimea (por entonces, a tres o cuatro días de viaje), pero lo más importante era que quedaba fuera de la zona malaria en la que se encontraba Scutari. Parkes permaneció en este lugar hasta el final de la guerra en 1856.
Después de que William Eassie padre vio el pésimo estado de construcción de las cabañas del ejército británico enviadas anteriormente a Balaklava, envió a su hijo a supervisar la construcción del hospital. Todo el kit de piezas había llegado al lugar en mayo de 1856, y en julio estaba listo para admitir a sus primeros 300 pacientes. Aunque las hostilidades habían cesado en abril, en diciembre había alcanzado su capacidad de 1.000 camas, y estaba previsto ampliarlo a 2.200.

## Gestión y operaciones
Renkioi fue designado hospital civil, dependiente de la Oficina de Guerra pero independiente del Departamento Médico del Ejército y, por lo tanto, fuera de la dirección de Florence Nightingale. Tenía un personal de enfermería seleccionado por Parkes y Sir James Clark, incluida como voluntaria la hermana de Parkes, mientras que entre el resto del personal figuraba el doctor John Kirk, que más adelante se haría famoso en Zanzíbar.
Gestionado como un hospital modelo, "demostró las mejores prácticas de la época". Esto contrastaba con las instalaciones médicas del ejército, que en conjunto disponían tan solo de dos termómetros clínicos y de un oftalmoscopio. Además, a pesar del éxito de la Marina Real británica en prevenir el escorbuto mediante el suministro de jugo de fruta concentrado, el ejército no aprendió esta lección, por lo que sus soldados de Crimea padecieron esta enfermedad ligada al déficit de vitaminas en la dieta.
Sin embargo, el Hospital de Renkioi tuvo una vida corta. Recibió sus primeras bajas en octubre de 1855, tras la caída de Sebastopol, se cerró en julio de 1856 y se vendió al Imperio otomano en septiembre de 1856.
Pero incluso para instituciones de uso tan breve, fue celebrado como un gran éxito. Las fuentes de la época afirman que entre los aproximadamente 1.300 pacientes tratados en el hospital, solo hubo 50 muertes. En el hospital de Scutari, se dijo que las muertes eran hasta 10 veces superiores a esta cifra. Nightingale se refirió a ellas como "esas magníficas cabañas".

## Presente
Hoy en día casi no queda nada del hospital, aunque algunas excursiones turísticas visitan regularmente el lugar.
La práctica de construir hospitales a partir de módulos prefabricados sobrevive hoy en día, y hospitales como el Bristol Royal Infirmary se han creado de esta manera.